# هارون كالاغان
هارون كالاغان (بالإنجليزية: Aaron Callaghan)‏ هو مدرب كرة قدم ولاعب كرة قدم أيرلندي، ولد في 8 أكتوبر 1966 في دبلن في جمهورية أيرلندا. شارك مع منتخب جمهورية أيرلندا تحت 21 سنة لكرة القدم. أما مع النوادي، فقد لعب مع أولدهام أثلتيك وباتريك أتلتيك وبريستون نورث إيند وستوك سيتي وغلينافون ونادي دوندالك ونادي شيلبورن ونادي كرو ألكساندرا ونادي كروسيدرز.